# إلين كونينغهام
إلين كونينغهام (بالإنجليزية: Elaine Cunningham)‏ (12 أغسطس 1957، نيويورك في الولايات المتحدة)؛ كاتِبة وروائية أمريكية.